# فهيد الشمري
فهيد الشمري (مواليد 23 يوليو 1982) هو لاعب كرة قدم قطري معتزل لعب سابقاً مع نادي الغرافة في دوري نجوم قطر كجناح أيسر.

## روابط خارجية
- فهيد الشمري على موقع قاعدة بيانات كرة القدم.إي يو (الإنجليزية)
- فهيد الشمري على موقع ناشيونال فوتبول تيمز (الإنجليزية)